# Litvínov
Litvínov  (németül Leutensdorf) város Csehországban, a Mosti járásban. Lakosainak száma 22 512 fő (2024. január 1.).

## Fekvése
Litvínov Most, Klíny, Horní Jiřetín, Meziboří, Mariánské Radčice, Lom, Louka u Litvínova és Nová Ves v Horách településekkel határos.

## Népessége
A település lakosságának változását az alábbi diagram mutatja:
| Lakosok száma | 6342 | 20 473 | 23 460 | 20 239 | 22 624 | 24 095 | 24 485 | 23 884 | 22 388 | 22 512 |
|               | 1869 | 1900   | 1921   | 1961   | 1980   | 2011   | 2016   | 2019   | 2021   | 2024   |

## Látnivalói
1714 előtt Giacomo Antonio Canevalle építette fel a Waldstein-kastélyt.

## Híres személyisége1
- Eva Herzigová nemzetközi toppmodell